# Imbrunimento
L'imbrunimento è un processo chimico che porta alla formazione di sostanze di colore scuro, generalmente vi si fa riferimento in relazione all'alterazione degli alimenti ma è di interesse anche in medicina.
Le reazioni che causano imbrunimento possono essere suddivise in due gruppi: reazioni enzimatiche e non enzimatiche. Nello specifico:
- Imbrunimento enzimatico
  - Ossidazione dei polifenoli ad opera della fenolasi
  - Reazione di chinoni con amminoacidi liberi
- Imbrunimento non enzimatico
  - Reazione di Maillard
  - Reazione in vivo tra proteine e carboidrati
  - Reazione tra proteine e acidi grassi ossidati
  - Formazione di ammine eterocicliche

## Imbrunimento enzimatico

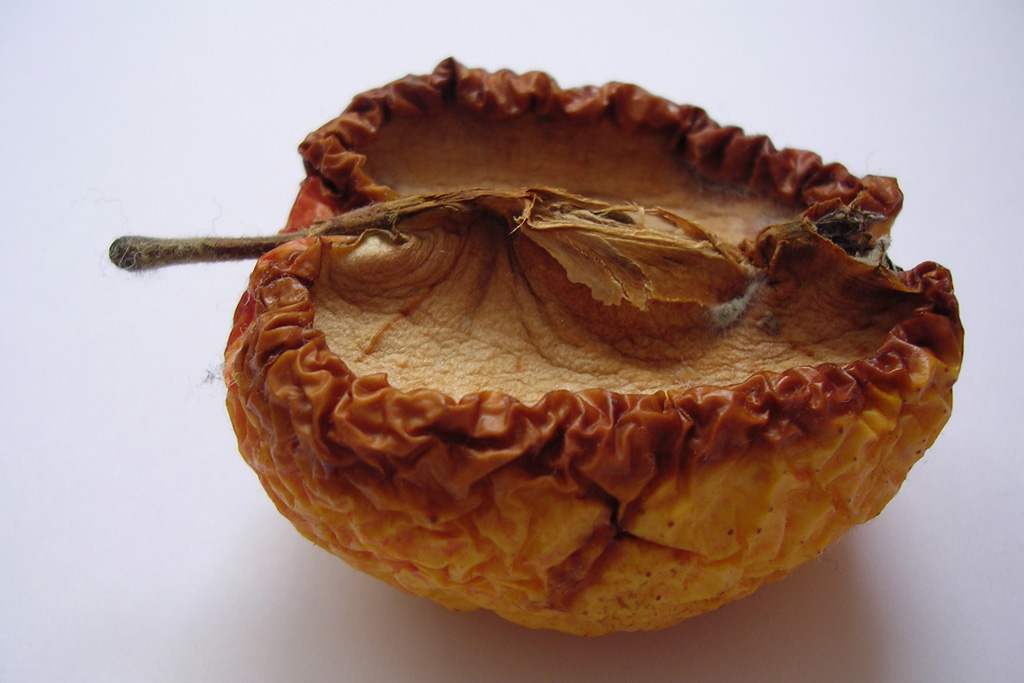
L'ossidazione enzimatica dei polifenoli della mela causa l'imbrunimento

Con questo termine si indica la trasformazione enzimatica di composti fenolici in polimeri colorati in nero denominati "melanine".
La loro formazione è un evento negativo sia per la conservazione, sia per le caratteristiche organolettiche, tranne poche eccezioni (maturazione dei datteri, preparazione del sidro, etc.). L'imbrunimento enzimatico si verifica quando alimenti ricchi di composti fenolici come pere, mele, albicocche, pesche, banane, carciofi, etc., vengono tagliati, sbucciati o frantumati per la preparazione di succhi e conserve, per la congelazione e per la disidratazione.

### Azione della fenolasi
Nella frutta e nella verdura i polifenoli sono normalmente presenti nei vacuoli nelle cellule. Lesioni meccaniche della superficie dell'ortaggio provocano l'interazione tra la fenolasi, presente nel citoplasma, e l'ossigeno dell'aria.
L'enzima catalizza due reazioni, la prima è l'ossidazione dei monofenoli a o-difenoli (attività cresolica) e la seconda è l'ossidazione di questi a o-chinoni. Tra i substrati più importanti della fenolasi vi è l'acido clorogenico presente in patate, banane, mele, pere e lattughe.
Le alterazioni dovute a questo tipo di imbrunimento non portano a perdita di aroma o di valore nutrizionale, sono comunque giudicate negative dai consumatori. Alcuni dei chinoni prodotti hanno un'importante attività antifungina.

### Reazioni dei chinoni
Successivamente i chinoni possono subire un'ulteriore ossidazione con formazione di melanine dalla struttura poco conosciuta. Oppure reagire con proteine o amminoacidi liberi formando polimeri reticolati.

## Imbrunimento non enzimatico

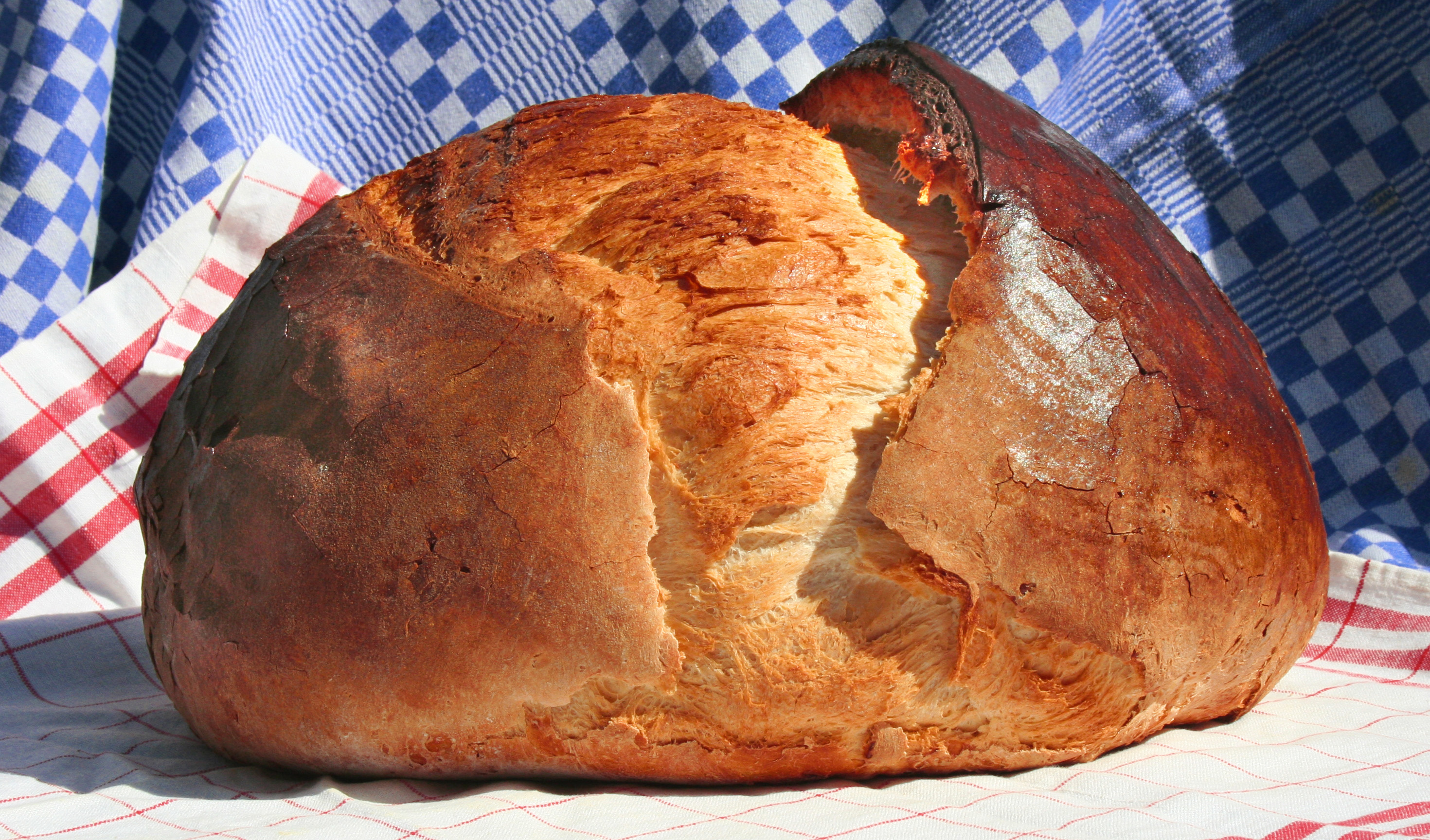
Il colore della crosta del pane è dovuto alle melanoidine prodotte dalla reazione di Maillard

### Reazione di Maillard
È la reazione più importante per quanto riguarda l'imbrunimento degli alimenti. Avviene durante la cottura tra zuccheri riducenti che possono reagire con proteine, peptidi, amminoacidi e ammine. I composti colorati che si formano sono molteplici, i principali sono le melanoidine di colore bruno. Il furfurale (formato dai pentosi) reagendo con varie sostanze forma diversi pigmenti, principalmente rossi o arancioni: in rapporto 4:1 con l'alanina, con xilosio e alanina, con 3,5-diidrossi-2-metil-5,6-diidrossipiran-4-one e 3-idrossi-4-metil-3-ciclopenten-1,2-dione.

### Reazioniin vivo
In soggetti diabetici avviene la glicazione dell'emoglobina con il glucosio. La cataratta è dovuta all'imbrunimento delle proteine del cristallino che reagiscono con il glucosio.

### Ammine eterocicliche
La presenza della creatinina in alimenti di origine animale causa un'ulteriore tipologia di imbrunimento. La reazione tra amminoacidi, carboidrati e creatinina in alimenti che hanno subito cottura può portare alla formazione di ammine eterocicliche.